# Варзи-Ятчинская волость
Варзи-Ятчинская волость — административно-территориальная единица в составе Елабужского уезда Вятской губернии, с 1921 года — Можгинского уезда Вотской АО. Упразднена в 1924 году, территория волости вошла в состав Алнашской волости.
Волостное правление располагалось в селе Варзи-Ятчи.

## История
Волость образована в 1895 году, когда Асановская волость была разделена на Алнашевскую и Варзи-Ятчинскую. В состав волости вошли следующие сельские общества: Жакгуртское, Варзибатское, Ключевское, Башкировское, Чимошир-Куюкское, Шадрасак-Кибьинское, Лялинское, Варзиятчинское, Юмьятурское, Гаргинское, Верхне-Усо-Омгинское, Варзи-Омгинское, Муважинское, Петропавловское и Рождественское, Средне-Луговское, Кузюмовское и Кузебаевское.
В 1916 году волость входила во IV стан уезда и включала 26 сельских обществ, 37 селений, 2353 двора. В волости проживало 6753 жителя мужского пола и 6745 женского.
27 марта 1919 года Елабужский уезд вместе с Варзи-Ятчинской волостью был передан в Казанскую губернию.
18 июня 1920 года Варзи-Ятчинская волость была возвращена в Вятскую губернию.
5 января 1921 года, в связи с образованием Вотской АО, в северной части упразднённого Елабужского уезда образован Можгинский уезд, в состав которого среди прочих входит и Варзи-Ятчинская волость. Волость упразднена в 1924 году, её сельсоветы вошли в состав Алнашской волости.